# Paul Herrmann (peintre)
Pour les articles homonymes, voir Paul Hermann et Herrmann.
Ne doit pas être confondu avec Hermann-Paul.
Paul Herrmann, dit aussi Henri Héran, est un artiste peintre, illustrateur, caricaturiste et graveur allemand, né le 5 février 1864 à Munich et mort le 1er mai 1946 à Berlin-Schöneberg.

## Biographie

### Formation
Paul Lorenz Heinrich Herrmann est le fils de l'avocat Georg Herrmann qui meurt en 1881 ; son oncle, l'écrivain Paul Heyse prend alors en charge son éducation, il pousse Paul à devenir architecte mais celui-ci utilise l'argent de sa scolarité pour étudier une autre forme d'art, la peinture.
Livré à lui-même, il trouve à s'employer auprès du peintre Eduard Thöny, restaurant des fresques et exécutant des panoramas du côté de Munich et en Souabe. Il se réconcilie avec son oncle qui le soutient à nouveau lors de son inscription à l'Académie des beaux-arts de Munich. Là, il suit les cours du peintre Ferdinand Barth (1842-1892).

### L'Amérique
Début 1893, Paul accepte l'invitation du dessinateur austro-américain Joseph Ferdinand Keppler pour se rendre à New York : il trouve une place d'illustrateur au magazine satirique Puck dirigé par Keppler. Quelques semaines plus tard, il est embauché sur le chantier de l'exposition universelle de Chicago où il compose des panoramas. Il demeure aux États-Unis jusqu'au début de l'année 1895, visitant San Francisco.

### Paris

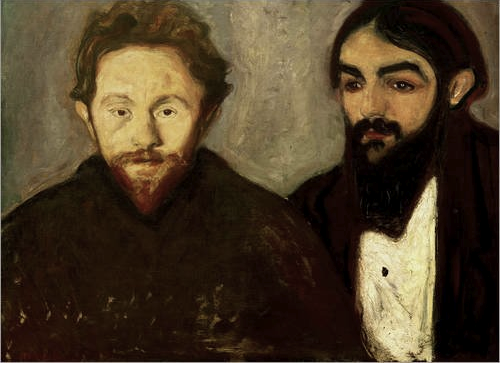
Le peintre Paul Herrmann et le docteur Paul Contard par Edvard Munch, 1896-1897.

De retour en Europe, il choisit de s'établir à Paris : là, il est invité par Arsène Alexandre à collaborer au journal humoristique Le Rire : il va y rester plusieurs années, signant ses dessins du pseudonyme francisé « Henri Héran », afin qu'on ne le confonde pas avec Hermann-Paul.
Outre ses dessins humoristiques, son travail le plus remarquable reste ces quelques gravures exécutées d'abord pour Le Centaure, un recueil trimestriel de littérature et d'art (1896), à savoir une suite de bois en couleur représentant des nymphes dans un style que la critique juge « effrayant », et cette lithographie pour L'Estampe moderne en 1897 appelée Fleur de mai. En Allemagne, le magazine Pan publie à son tour l'une de ses gravures, appelée Ondine.
Son style en tant que graveur à cette époque n'est pas sans rappeler Edward Munch dont il est justement l'ami : il semble que Paul Herrmann soit « l'homme à la barbe rousse » représenté dans le tableau Jalousie (Eifersucht) datant de 1895. Il est également dans Der Maler Paul Hermann und der Arzt Paul Contard, tableau datant de 1896-1897 (Palais du Belvédère (Vienne)).
Dans la capitale français, il rencontre également August Strindberg, Emil Nolde et Oscar Wilde. Ce dernier le contacte pour illustrer son Salomé mais Paul se révèle trop lent. L'artiste en ressentit une grande frustration et conservera ses travaux ; en 1922, il fait publier en Allemagne la suite de six pointes sèches pour illustrer une édition locale de Salomé.
En 1900, Charles Saunier, dans la Revue blanche commente une exposition d'Henri Héran qui s'est tenue à la galerie Hessèle, rue Lafitte : on y trouve des portraits de Richard Wagner, Jules Valadon, Strindberg, Stefan George, Arthur Symons, Max Dauthendey (en), et de lui-même. Il s'agit principalement de lithographies et d'aquarelles, notamment quelques paysages exécutés entre Paris et Rouen (deux se trouvent au musée Carnavalet). Cette même année, il participe à un ouvrage consacré au peintre Marcel-Lenoir.
En 1902, son portrait de Ludwig van Beethoven signé Héran se retrouve dans l'exposition consacrée au musicien à Bonn.
Ce n'est qu'en 1906 que Paul Herrmann quitte Paris pour s'en retourner en Allemagne.

### Carrière en Allemagne
De 1906 à 1907, Paul est à Berlin pour participer à la décoration de l'Hôtel Adlon : il exécute nombre de fresques, une partie des plafonds et s'occupe de l'aménagement du bar. Le vestibule est orné de photographies encadrées de sa propre composition.
Fort de cette expérience, il enchaîne avec trois autres chantiers berlinois : l'Eden Hôtel, la Deutsche Bank et la Mitteldeutsche Kreditbank.
Il épouse le 6 octobre 1910 Luise Werber (née le 3 avril 1884) et leur fils, prénommé Paul, naît le 11 juillet 1909 à Munich.
En 1914, le grand historien d'art Hans Wolfgang Singer (1867-1957) publie un catalogue de son œuvre graphique qui comprend 183 entrées : le 6 mai, est inaugurée la première « Bugra » — pour Internationale Ausstellung für Buchgewerbe und Graphik —, énorme foire du livre et des arts graphiques qui se tient à Leipzig jusqu'au mois de juillet. L'exposition Paul Herrmann est très bien accueillie et l'artiste reçoit la médaille d'or, quelques jours avant l'entrée en guerre.
Habitant Berlin, l'artiste y perfectionne ses techniques de gravure, la pointe sèche et la manière noire. Après 1919, il entre dans une phase de silence, seulement interrompue par l'édition du Wilde en 1922 et d'une suite de gravure destiné à la réédition d'un classique de la littérature signé Goethe.